# Сергеєвський (сільське поселення присілок Авдєєвка)
Сергеєвський (рос. Сергеевский) — селище в Хвастовицькому районі Калузької області Російської Федерації.
Населення становить 5 осіб. Входить до складу муніципального утворення Присілок Авдєєвка.

## Історія
Від 2004 року входить до складу муніципального утворення Присілок Авдєєвка

## Населення
| 2002 | 2010 |
| ---- | ---- |
| 5    | →5   |